# Бородатюк Артем Ігорович
Артем Ігорович Бородатю́к (20 травня 1985 , Одеса ) — український підприємець, засновник групи IT-компаній Netpeak Group, входить до Ради з питань підтримки підприємництва при Президентові України, а також є учасником Стратегічної ради Спілки технологічного бізнесу Diia.City United.

## Життєпис
Народився 20 травня у 1985 році в Одесі. 2007 року закінчив Інститут комп'ютерних систем Одеського політехнічного університету. Одружений.
У червні 2006 року заснував у Одесі агенцію Netpeak, яка спеціалізується на digital-маркетингу, SEO та PPC.
2016 року створив Netpeak Group, до складу якого з Netpeak було включено Serpstat (2013), Ringostat (2013), Netpeak Software (2016), Academy Ocean (2017), Tonti Laguna, Inweb (2011), Octopus Events (2016), Kiss My Apps.
Співорганізатор конференцій «8P» у Одесі та «Online Advertising» в Києві, Алмати (Казахстан), Софія (Болгарія), SaaS Nation в Києві.
У 2020 році Бородатюк придбав контрольний пакет акцій агенції RadASO.
У травні 2021 року створив освітній проєкт «Choice31», який згодом почав роботу на ринках Казахстану, Грузії, Латвії та Литви.
У 2022 році були засновані Netpeak Core, Netpeak Talent, Tonti Laguna Group, 42n, Asolytics, PDFLiner, Tonti Laguna Prime, Tonti Laguna Automation, Netpeak New, «Доповідай», Kiss My Apps.

## Громадська активність
2015 року заснував краудфандингову платформу «Моє місто», 2016 року презентував її для української діаспори у ратуші Нью-Йорка.
2017 року став співзасновником одеського соціального ресторану 4City, 70 % прибутку якого мало витрачатися на реалізацію проєктів із благоустрою міста. Ресторан закрили 2020 року через нерентабельність.
Член Ради з питань підтримки підприємництва — консультативно-дорадчого органу при Президентові України (з 27 червня 2025).

## Нагороди
- 2022 — медаль Міністерства оборони «За сприяння Збройним силам України»[26].

- 2023 — почесний нагрудний знак Головнокомандувача ЗСУ «За сприяння війську»[27].
- 2023 — пам'ятний знак «За сприяння державній службі спеціального зв'язку та захисту інформації України»[27].
- 2024 — орден "За заслуги" III ступеня[28]

## Рейтинги
- 2023 — увійшов до рейтингу лідерів України УП-100 за версією Української правди.